# Tornei di tennis femminili nel 1907
Prima della nascita del WTA Tour, ossia l'apertura alle tenniste professioniste dei tornei che prima di quell'anno erano riservati alle tenniste dilettanti, tutti gli eventi più importanti erano amatoriali, tra questi c'erano i tornei del Grande Slam: gli Australasian Championships, il Campionato francese di tennis, il Torneo di Wimbledon e gli U.S. National Championships.

## Gennaio
Nessun evento

## Febbraio
Nessun evento

## Marzo
Nessun evento

## Aprile
Nessun evento

## Maggio
Nessun evento

## Giugno
| Settimana | Torneo                                                                | Vincitore                                       | Finalista                  | Semifinalisti | Eliminati ai quarti |
| --------- | --------------------------------------------------------------------- | ----------------------------------------------- | -------------------------- | ------------- | ------------------- |
| giugno    | Campionato francese di tennis 1907 Parigi, Francia Singolare - Doppio | Comtesse de Kermel 6–1 ritiro                   | Catherine d'Aliney d'Elva  |               |                     |
| giugno    | Campionato francese di tennis 1907 Parigi, Francia Singolare - Doppio |                                                 |                            |               |                     |
| 15 giugno | Kent Championships 1907 Beckenham, Gran Bretagna Singolare - Doppio   | May Sutton 6-2 8-6                              | Dorothea Lambert Chambers  |               |                     |
| 15 giugno | Kent Championships 1907 Beckenham, Gran Bretagna Singolare - Doppio   | Dora Boothby Connie Wilson 2-6 6-0 6-4          | Maud Brown Violet Pinckney |               |                     |
| 15 giugno | Kent Championships 1907 Beckenham, Gran Bretagna Singolare - Doppio   | Doppio misto: May Sutton Norman Brookes 6-3 6-4 | Alice Greene George Thomas |               |                     |

## Luglio
| Settimana | Torneo                                                              | Vincitore                              | Finalista                  | Semifinalisti | Eliminati ai quarti |
| --------- | ------------------------------------------------------------------- | -------------------------------------- | -------------------------- | ------------- | ------------------- |
| 2 luglio  | U.S. National Championships 1907 Filadelfia, USA Singolare - Doppio | Evelyn Sears 6-3, 6-2                  | Carrie Neely               |               |                     |
| 2 luglio  | U.S. National Championships 1907 Filadelfia, USA Singolare - Doppio | Marie Wimer Carrie Neely 6-1, 2-6, 6-4 | Edna Wildey Natalie Wildey |               |                     |
| 5 luglio  | Torneo di Wimbledon 1907 Londra, Gran Bretagna Singolare            | May Sutton 6-1, 6-4                    | Dorothea Douglass          |               |                     |
| 5 luglio  | Torneo di Wimbledon 1907 Londra, Gran Bretagna Singolare            |                                        |                            |               |                     |

## Agosto
| Settimana | Torneo                                                                    | Vincitore                                                     | Finalista                      | Semifinalisti | Eliminati ai quarti |
| --------- | ------------------------------------------------------------------------- | ------------------------------------------------------------- | ------------------------------ | ------------- | ------------------- |
| agosto    | Pacific Northwest Championships 1907 Tacoma, USA Singolare - Doppio       | Hazel Hotchkiss 6-4 6-3                                       | Elizabeth Ryan                 |               |                     |
| agosto    | Pacific Northwest Championships 1907 Tacoma, USA Singolare - Doppio       | Miss Hall Elizabeth Ryan 12-10 6-3                            | Hazel Hotchkiss Miss Robertson |               |                     |
| agosto    | Pacific Northwest Championships 1907 Tacoma, USA Singolare - Doppio       | Doppio misto: Elizabeth Ryan Joseph Tyler 6-3 7-5             | Hazel Hotchkiss Mr Crawford    |               |                     |
| 11 agosto | German Championships 1907 Amburgo, Germania Singolare - Doppio            | Margit Madarasz 7-5 0-6 6-2                                   | Hedwig Neresheimer             |               |                     |
| 11 agosto | German Championships 1907 Amburgo, Germania Singolare - Doppio            |                                                               |                                |               |                     |
| 11 agosto | German Championships 1907 Amburgo, Germania Singolare - Doppio            | Doppio misto: Hedwig Neresheimer Paul Trasenster 11-9 6-8 6-3 | Margit Madarász William Lane   |               |                     |
| 14 agosto | Engadine Championships 1907 St. Moritz, Svizzera Singolare - Doppio       | Elsie Lane 7-5 6-3                                            | Domini Elliadi                 |               |                     |
| 14 agosto | Engadine Championships 1907 St. Moritz, Svizzera Singolare - Doppio       |                                                               |                                |               |                     |
| 30 agosto | Niagara International 1907 Niagara-on-the-Lake, Canada Singolare - Doppio | May Sutton 6-2 6-1                                            | Edith Rotch                    |               |                     |
| 30 agosto | Niagara International 1907 Niagara-on-the-Lake, Canada Singolare - Doppio |                                                               |                                |               |                     |
| 30 agosto | Niagara International 1907 Niagara-on-the-Lake, Canada Singolare - Doppio | Doppio misto: Edith Rotch Nathaniel Niles 3-6 6-4 6-3         | Miss Moore Irving Wright       |               |                     |

## Settembre
| Settimana   | Torneo                                                              | Vincitore                                                    | Finalista                    | Semifinalisti | Eliminati ai quarti |
| ----------- | ------------------------------------------------------------------- | ------------------------------------------------------------ | ---------------------------- | ------------- | ------------------- |
| 7 settembre | Tri-State Championships 1907 Cincinnati, USA Singolare - Doppio     | May Sutton 6-1 6-1                                           | Martha Kinsey                |               |                     |
| 7 settembre | Tri-State Championships 1907 Cincinnati, USA Singolare - Doppio     | Ruth Cowing Martha Kinsey 6-1 6-4                            | Natalie Breed Adele Kruse    |               |                     |
| 7 settembre | Tri-State Championships 1907 Cincinnati, USA Singolare - Doppio     | Doppio misto: May Sutton Irving Wright walkover              | Marjorie Dodd Robert LeRoy   |               |                     |
| 9 settembre | Pacific Coast Championships 1907 San Rafael, USA Singolare - Doppio | Florence Sutton 6-4 6-3                                      | Hazel Hotchkiss              |               |                     |
| 9 settembre | Pacific Coast Championships 1907 San Rafael, USA Singolare - Doppio | Ethel Bruce Florence Sutton 6-1, 6-1                         | Marion Farquhar Golda Meyer  |               |                     |
| 9 settembre | Pacific Coast Championships 1907 San Rafael, USA Singolare - Doppio | Doppio misto: Florence Sutton Simpson Sinasbaugh 6-2 1-6 6-4 | Marion Farquhar Alfonso Bell |               |                     |

## Ottobre
Nessun evento

## Novembre
Nessun evento

## Dicembre
| Settimana   | Torneo                                                                        | Vincitore                                             | Finalista                    | Semifinalisti | Eliminati ai quarti |
| ----------- | ----------------------------------------------------------------------------- | ----------------------------------------------------- | ---------------------------- | ------------- | ------------------- |
| 30 dicembre | New Zealand Championships 1907 New Plymouth, Nuova Zelanda Singolare - Doppio | Kathleen Mary Nunneley 6-4 6-4                        | Lucy Powdrell                |               |                     |
| 30 dicembre | New Zealand Championships 1907 New Plymouth, Nuova Zelanda Singolare - Doppio | Annie Kellet-Baker Kate Nunneley 6-1 6-8 6-4          | A. Gray Lucy Powdrell        |               |                     |
| 30 dicembre | New Zealand Championships 1907 New Plymouth, Nuova Zelanda Singolare - Doppio | Doppio misto: Lucy Powdrell Harold Parker 6-3 1-6 6-2 | Kate Nunneley Francis Fisher |               |                     |